# Coherència d'ordre superior
En l'òptica quàntica, les funcions de correlació s'utilitzen per caracteritzar les propietats estadístiques i de coherència (la capacitat de les ones per interferir) de la radiació electromagnètica, com la llum òptica. La coherència d'ordre superior o la coherència d'ordre n -è (per a qualsevol nombre enter positiu n >1) amplia el concepte de coherència a l'òptica quàntica i als experiments de coincidència. S'utilitza per diferenciar entre experiments d'òptica que requereixen una descripció de mecànica quàntica d'aquells per als quals els camps clàssics són suficients.
Els experiments òptics clàssics com l'experiment de doble escletxa de Young i la interferometria de Mach-Zehnder es caracteritzen només per la coherència de primer ordre. L'experiment de Hanbury Brown i Twiss de 1956 va posar de manifest un tipus diferent de correlació entre camps, és a dir, la correlació d'intensitats, que corresponen a coherències de segon ordre. Les ones coherents tenen una relació de fase constant ben definida. Les funcions de coherència, tal com les van introduir Roy Glauber i altres a la dècada de 1960, capturen les matemàtiques darrere de la intuïció definint la correlació entre els components del camp elèctric com a coherència. Aquestes correlacions entre els components del camp elèctric es poden mesurar a ordres arbitraris, per tant condueixen al concepte de diferents ordres o graus de coherència.
Els ordres de coherència es poden mesurar mitjançant funcions de correlació clàssiques o utilitzant l'analògic quàntic d'aquestes funcions, que prenen com a entrada la descripció mecànica quàntica dels operadors de camp elèctric. El mecanisme subjacent i la descripció dels processos físics són fonamentalment diferents perquè la interferència quàntica tracta la interferència de possibles històries, mentre que la interferència clàssica tracta la interferència d'ones físiques.
Consideracions anàlogues s'apliquen a altres sistemes semblants a les ones. Per exemple, el cas de les correlacions de Bose-Einstein en la física de la matèria condensada.

## Introducció

### Coherència de primer ordre
La funció de correlació de primer ordre normalitzada s'escriu com:
{\displaystyle \gamma ^{(1)}(\mathbf {r} _{1},t_{1};\mathbf {r} _{2},t_{2})={\frac {\left\langle E^{*}(\mathbf {r} _{1},t_{1})E(\mathbf {r} _{2},t_{2})\right\rangle }{\left[\left\langle \left|E(\mathbf {r} _{1},t_{1})\right|^{2}\right\rangle \left\langle \left|E(\mathbf {r} _{2},t_{2})\right|^{2}\right\rangle \right]^{\frac {1}{2}}}},}
on {\displaystyle \langle \cdots \rangle } denota una mitjana de conjunt (estadística). Per als estats no estacionaris, com els polsos, el conjunt està format per molts polsos. Quan es tracta d'estats estacionaris, on les propietats estadístiques no canvien amb el temps, es pot substituir la mitjana del conjunt per una mitjana de temps. Si ens limitem a planejar ones paral·leles entre si {\displaystyle \mathbf {r} =z}.
En aquest cas, el resultat dels estats estacionaris no dependrà de {\displaystyle t_{1}}, però amb el retard {\displaystyle \tau =t_{1}-t_{2}} (o {\displaystyle \tau =t_{1}-t_{2}={\frac {z_{1}-z_{2}}{c}}} si {\displaystyle z_{1}\neq z_{2}} ).
Això ens permet escriure un formulari simplificat
{\displaystyle \gamma ^{(1)}(\tau )={\frac {\left\langle E^{*}(t)E(t+\tau )\right\rangle }{\left\langle \left|E(t)\right|^{2}\right\rangle }},}
on ara hem fet una mitjana de t.

Aquest és un gràfic del valor absolut de g ^{(1)} en funció del retard normalitzat a la longitud de coherència τ/τ _{c}. La corba blava és per a un estat coherent (un làser ideal o una freqüència única). La corba vermella és per a la llum caòtica Lorentziana (p. ex. col·lisió ampliada). La corba verda és per a la llum caòtica gaussiana (per exemple, Doppler ampliat).

En interferòmetres òptics com l'interferòmetre de Michelson, l'interferòmetre de Mach-Zehnder o l'interferòmetre de Sagnac, es divideix un camp elèctric en dos components, s'introdueix un retard de temps a un dels components i després els recombina. La intensitat del camp resultant es mesura en funció del retard de temps. En aquest cas específic que implica dues intensitats d'entrada iguals, la visibilitat del patró d'interferència resultant ve donada per:
{\displaystyle {\begin{aligned}\nu &=\left|\gamma ^{(1)}(\tau )\right|\\\nu &=\left|\gamma ^{(1)}(\mathbf {r} _{1},t_{1};\mathbf {r} _{2},t_{2})\right|\end{aligned}}}
on la segona expressió consisteix a combinar dos punts espai-temps d'un camp. La visibilitat va des de zero, per a camps elèctrics incoherents, fins a un, per a camps elèctrics coherents. Qualsevol cosa intermèdia es descriu com a parcialment coherent.
Generalment, {\displaystyle \gamma ^{(1)}(0)=1} i {\displaystyle \gamma ^{(1)}(\tau )=\gamma ^{(1)}(-\tau )^{*}}.
Per a llum d'una sola freqüència (d'una font puntual):
{\displaystyle \gamma ^{(1)}(\tau )=e^{-i\omega _{0}\tau }}
Per a la llum caòtica lorentziana (p. ex. col·lisió ampliada):
{\displaystyle \gamma ^{(1)}(\tau )=e^{-i\omega _{0}\tau -{\frac {|\tau |}{\tau _{c}}}}}
Per a la llum caòtica gaussiana (p. ex. Doppler ampliat):
{\displaystyle \gamma ^{(1)}(\tau )=e^{-i\omega _{0}\tau -{\frac {\pi }{2}}\left({\frac {\tau }{\tau _{c}}}\right)^{2}}}
Aquí, {\displaystyle \omega _{0}} és la freqüència central de la llum i {\displaystyle \tau _{c}} és el temps de coherència de la llum.

### Descripció clàssica de l'experiment de doble escletxa

Figura 1. Diagrama esquemàtic per a la configuració de l'experiment de doble escletxa de Young.

En l'experiment de doble escletxa, originalment de Thomas Young el 1801, es deixa passar la llum d'una font de llum a través de dos forats separats per una certa distància, i es col·loca una pantalla a certa distància dels forats on s'observa la interferència entre les ones de llum. (Figura. 1). L'experiment de doble escletxa de Young demostra la dependència de la interferència de la coherència, concretament de la correlació de primer ordre. Aquest experiment és equivalent a l'interferòmetre Mach-Zehnder amb l'advertència que l'experiment de doble escletxa de Young es refereix a la coherència espacial, mentre que l'interferòmetre Mach-Zehnder es basa en la coherència temporal.

### Descripció quàntica de l'experiment de doble escletxa
Clàssicament, el camp elèctric en una posició {\displaystyle \mathbf {r} }, és la suma de components del camp elèctric dels dos forats a {\displaystyle \mathbf {r} _{1}} i {\displaystyle \mathbf {r} _{2}} temps anteriors {\displaystyle t_{1},t_{2}} respectablement és a dir {\displaystyle E^{+}(\mathbf {r} ,t)=E^{+}(\mathbf {r_{1}} ,t_{1})+E^{+}(\mathbf {r} _{2},t_{2})}. En conseqüència, en la descripció quàntica els operadors de camp elèctric estan relacionats de manera similar, {\displaystyle {\hat {E}}^{+}(\mathbf {r} ,t)={\hat {E}}^{+}(\mathbf {r_{1}} ,t_{1})+{\hat {E}}^{+}(\mathbf {r} _{2},t_{2})}. Això implica
{\displaystyle I=\mathrm {Tr} [\rho {\hat {E}}^{-}(\mathbf {r} ,t){\hat {E}}^{+}(\mathbf {r} ,t)]=I_{1}+I_{2}+2{\sqrt {I_{1}I_{2}}}|g^{(1)}(x_{1},x_{2})|\cos \phi (x_{1},x_{2})}
La intensitat fluctua en funció de la posició, és a dir, el tractament mecànic quàntic també prediu serrells d'interferència. A més, d'acord amb la comprensió intuïtiva de la coherència, és a dir, la capacitat d'interferir, els patrons d'interferència depenen de la funció de correlació de primer ordre. {\displaystyle g^{(1)}}. Comparant això amb la intensitat clàssica, observem que l'única diferència és que la correlació normalitzada clàssica {\displaystyle \gamma ^{(1)}} ara es substitueix per la correlació quàntica {\displaystyle g^{(1)}}. Fins i tot els càlculs aquí semblen sorprenentment semblants als que es podrien fer de manera clàssica. Tanmateix, la interferència quàntica que es produeix en aquest procés és fonamentalment diferent de la interferència clàssica de les ones electromagnètiques. La interferència quàntica es produeix quan dues històries possibles, donat un estat inicial i final determinats, interfereixen. En aquest experiment, donat un estat inicial del fotó abans del forat i el seu estat final a la pantalla, les dues històries possibles corresponen als dos forats per on podria haver passat el fotó. Per tant, mecànicament quàntica, aquí el fotó està interferint amb si mateix. Aquesta interferència de diferents històries, però, només es produeix quan l'observador no té cap manera específica de determinar quina de les diferents històries es va produir realment. Si s'observa que el sistema determina la trajectòria del fotó, la interferència de les amplituds s'esvairà de mitjana.

### Coherència de segon ordre

Gràfic de g ^{(2)} en funció del retard normalitzat a la longitud de coherència τ/τ _{c}. La corba blava és per a un estat coherent (un làser ideal o una freqüència única). La corba vermella és per a la llum caòtica Lorentziana (p. ex. col·lisió ampliada). La corba verda és per a la llum caòtica gaussiana (per exemple, Doppler ampliat). La llum caòtica és superpoissoniana i agrupada.

La funció de correlació normalitzada de segon ordre s'escriu com:
{\displaystyle g^{(2)}(\mathbf {r} _{1},t_{1};\mathbf {r} _{2},t_{2})={\frac {\left\langle E^{*}(\mathbf {r} _{1},t_{1})E^{*}(\mathbf {r} _{2},t_{2})E(\mathbf {r} _{2},t_{2})E(\mathbf {r} _{1},t_{1})\right\rangle }{\left\langle \left|E(\mathbf {r} _{1},t_{1})\right|^{2}\right\rangle \left\langle \left|E(\mathbf {r} _{2},t_{2})\right|^{2}\right\rangle }}}
Cal tenir en compte que això no és una generalització de la coherència de primer ordre
Si els camps elèctrics es consideren clàssics, podem reordenar-los per expressar-los {\displaystyle g^{(2)}} pel que fa a les intensitats. Una ona plana paral·lela en estat estacionari tindrà
{\displaystyle g^{(2)}(\tau )={\frac {\left\langle I(t)I(t+\tau )\right\rangle }{\left\langle I(t)\right\rangle ^{2}}}}
L'expressió anterior és parell, {\displaystyle g^{(2)}(\tau )=g^{(2)}(-\tau )}. Per als camps clàssics, es pot aplicar la desigualtat de Cauchy-Schwarz a les intensitats de l'expressió anterior (ja que són nombres reals) per mostrar que {\displaystyle g^{(2)}(\tau )\leq g^{(2)}(0)}. La desigualtat {\displaystyle \left\langle I(t)I(t)\right\rangle -{\left\langle I(t)\right\rangle }^{2}=\left\langle {\left[I(t)-\left\langle I(t)\right\rangle \right]}^{2}\right\rangle \geq 0} demostra que {\displaystyle 1\leq g^{(2)}(0)\leq \infty }. Assumint la independència d'intensitats quan {\displaystyle \tau \to +\infty } condueix a {\displaystyle g^{(2)}(+\infty )=1}. No obstant això, la coherència de segon ordre per a una mitjana de marges de sortides d'interferòmetres complementaris d'un estat coherent és només de 0,5 (tot i que {\displaystyle g^{(2)}=1} per a cada sortida). I {\displaystyle g^{(2)}} (calculat a partir de mitjanes) es pot reduir a zero amb un nivell d'activació discriminant adequat aplicat al senyal (dins del rang de coherència).